# وی نینگ
وی نینگ (انگلیسی: Wei Ning؛ زادهٔ ۵ اوت ۱۹۸۲) تیرانداز اهل چین است.